# Warmfestigkeit
Warmfestigkeit ist die Festigkeit eines Werkstoffs bei erhöhten Temperaturen. Werkstoffe mit besonderer Warmfestigkeit werden im Bereich der keramischen Werkstoffe, der Gießereiindustrie oder in der Eisen- und Stahlerzeugung bzw. -verarbeitung eingesetzt, aber auch in der Luftfahrt- und petrochemischen Industrie. Gängige Legierungselemente zur Steigerung der Warmfestigkeit von Eisen sind:
- Cobalt (Co)
- Molybdän (Mo)
- Vanadium (V).

Legierungen, die bei 90 % der Schmelztemperatur noch strukturell belastbar (hochwarmfest) sind, nennt man Superlegierungen.